# Знаряддя смерті. Місто кісток (роман)
«Місто кісток» — книга Кассандри Клер в жанрі фентезі, перша книга в серії «Знаряддя смерті». Книга вийшла в 2007 році і починає розповідь про пригоди шістнадцятирічної Клері Фрей, яка зіткнулась з прихованим від людських очей світом Сутінкових Мисливців.

## Сюжет
П'ятнадцятирічна Клері і її друг Саймон пішли в клуб «Пекельне Лігво». У клубі Клері стала свідком дивної сцени, як темноволоса дівчина і синьоволосий юнак зайшли в службове приміщення, а за ними пройшли двоє людей, один з яких був озброєний ножем. Відвідувачі закладу продовжували веселитися, і Клері попросила покликати Саймона охорону, а сама пішла за молодими людьми. У службовому приміщенні дівчина стала свідком дивної розмови про демонів між трьома молодими людьми, після якої вони вбили синьоволосого хлопця. Після цього тіло хлопця зникло з кімнати. Молоді люди пояснили це тим, що помираючи, демони повертаються у свій вимір. Перш ніж дівчина осмислила подію, до кімнати зайшов Саймон в супроводі охоронців клубу, дивуючись чому вона в приміщенні одна. Молодих людей, які вбили хлопця, бачила тільки вона.
Наступного дня Джослін, мати Клері, повідомила їй, що вони залишають Нью-Йорк і їдуть на літо за місто, де їх знайомий Люк має будинок. Засмучена Клері пішла гуляти з Саймоном. Обідаючи в мексиканському ресторані, дівчина зізналася йому, що фактично нічого не знає про свою матір і свою сім'ю. Саймон запитав чи знає вона щось про шрами Джослін, але Клері заявила, що ніяких шрамів у її матері немає. Після цього молоді люди пішли на вечір поезії, де його друг Ерік читав власні вірші. У кафе дівчина зустріла світловолосого юнака з «Пекельного Лігва». Джейс повідомив їй про те, що є Сутінковим Мисливцем і синьоволосий хлопець з клубу був демоном. Так само він сказав їй, що звичайні люди не можуть бачити Сутінкових Мисливців. У той же момент Джослін зателефонувала Клері і сказала, щоб вона не поверталася додому, пішла до Люка і сказала останньому, що її знайшли.
Клері прийшла додому і побачила, що все в ньому було перевернуте догори дном. Спочатку вона подумала, що їх пограбували, але потім зрозуміла, що нічого не вкрадено. Проходячи повз спальню матері вона почула приглушене сопіння, що доносилось звідти. Увійшовши до кімнати, вона побачила всередині потворне створіння, яке захотіло її вбити. Клері побігла на кухню, де вбила демона стилом, яке їй дав Джейс, після чого втратила свідомість. Прокинулась Клері в лазареті Інституту, тому що демон поранив її. Вона познайомилася з іншими Сутінковими Мисливцями: Алеком, Ізабель і їх наставником Ходжем. В Інституті Джейс сказав, що Клері не людина, тому що лікувальна руна, нанесена їм, не вбила її.
Клері і Джейс направилися до будинку Клері, де нічого не знайшли, і вирішили поговорити з сусідкою, мадам Доротеєю. Пройшовши через портал, вони опинилися біля будинку Люка і знайшли Саймона, який ховався в кущах. Він розповів їм, як бачив, що Люк складав зброю в дорожню сумку. Молоді люди вирішили проникнути в магазин, де стали свідками розмови між Люком і двома Сутінковими Мисливцями — Пангборном і Блеквелом. Мисливці сказали про повернення Валентина і поцікавилися чи знає Люк про місцезнаходження Чаші Смерті, на що той відповів, що не має ні найменшого уявлення і взагалі не цікавиться життям Джослін і її дочки. Повернувшись в Інститут, молоді люди розповіли про подію Ходжу. Ходж розповів їм про Коло— таємну організацію, створену Валентином і Сутінковими Мисливцями, які не хочуть ніякого перемир'я з нежиттю і іншими мешканцями підземного світу. Для досягнення своєї мети, він викрав Чашу Смерті, збираючись створити армію нефілімів. Однак, злякавшись його планів, його дружина Джослін втекла, вкравши Чашу. Валентина ж вважали мертвим п'ятнадцять років. Тепер же місцезнаходження Чаші знає тільки Клері, але на її розум накладено магічний захист. Для зняття захисту Джейс і Клері вирушили до Мовчазних Братів, Сутінкових Мисливців, які вибрали книги замість мечів. Але вони не змогли зняти блок з розуму Клері, тому що це може зробити лише той, хто наклав його — маг Магнус Бейн.
Ізабель знайшла запрошення на вечірку до Магнуса Бейна (в кишенях синьоволосого демона, убитого в Пекельному Лігві), і молоді люди вирушили туди. Клері зустрілася з Магнусом Бейном, який сказав, що кожні два роки накладав не неї заклинання, яке відгороджувало її від підземного світу, і що воно настільки сильне, що зняти він його не може, необхідно чекати поки вона само не розсіється. Під час вечірки Саймон, випивши якусь рідину, перетворився в пацюка і Клері поклала його в рюкзак. На виході молоді люди зіткнулися з вампірами, які викрали Саймона з рюкзака, вирішивши, що він один з них. Виявивши пропажу, Клері і Джейс поїхали до лігва вампірів в готель Дюмор. Там вони забрали Саймона і врятувалися завдяки нападу на готель зграї перевертнів. Перетворившись назад в людину, Саймон не пам'ятав те, що сталося.
Після повернення в Інститут, Саймон потрапив в лазарет. Алек попросив Клері забратися з Інституту, мотивуючи це тим, що від неї одні неприємності. Клері звинуватила його в боягузтві і ревнощів до Джейса через Клері. В той же день, Джейс запросив Клері в оранжерею на пікнік, на якому привітав її з днем народження і заявив про свій романічний інтерес до неї. Після повернення в кімнату Ізабель їх зустрів Саймон, приревнувавши Клері до Джейса, в результаті сталася сварка і Джейс пішов до себе, а Саймон повернувся додому.
По мірі спадання блоку з розуму Клері, дівчина згадала, що Чаша Смерті захована в одній з карт Таро мадам Доротеї, які намалювала і подарувала їй Джослін. Молоді люди відправилися до Доротеї. Після того, як Клері дістала Чашу з карти, мадам Доротея відкрила портал і добровільно викликала демона, який вселився в неї. Зав'язався бій, в якому Алека було серйозно поранено. Демона знищив Саймон.
Повернувшись в Інститут, Клері і Джейс віднесли Чашу Ходжу, який зрадив їх і викликав Валентина. Валентин забрав Чашу Смерті і Джейса. Валентин зняв прокляття з Ходжа і той покинув Інститут. Клері погналася за Ходжем, і в одному з провулків між ними зав'язалася бійка, Ходж мало не вбив Клері, але її врятував перевертень, який опинився Люком.
Люк розповів Клері про те, що колись теж був Сутінковим Мисливцем і членом Круга. Але на одній з вилазок, його вкусив перевертень і Валентин запропонував йому вчинити самогубство, щоб не стати нежиттю, але Люк вирішив убити перевертня, який вкусив його. Після сутички з перевертнем, в якій він вижив, інші перевертні визнали його своїм ватажком. У той час, Валентин вирішив влаштувати напад на Конклав (вищу раду мисливців) і представників нежиті на підписанні чергового договору про перемир'я. Джослін, жахнувшись його планів, знайшла Люка і запропонувала йому унеможливити цю подію. Разом вони попередили нежить і членів Конклаву. В день підписання договору, Кругу не вдалося здійснити задумане, тому його члени були або вбиті, або взяті у полон. Валентин втік. Повернувшись додому, Джослін побачила лише згарище і останки чотирьох осіб: своїх батьків, Валентина і їх однорічного сина. Після того, що сталося, Джослін, вагітна другою дитиною, переїхала в Нью-Йорк, де через п'ять років її знайшов Люк.
Люк і Клері вирушили на пошуки Валентина в супроводі зграї Люка. Визначивши його місцезнаходження, вони напали на його послідовників. В одній з кімнат його притулку, Клері знайшла маму в стані коми. Потім Клері знайшла Валентина і Джейса. Валентин сказав їй, що вони його з Джослін діти і запропонував приєднатися до нього, на що вони відмовили. Після нетривалого бою Валентина з Джейсом Валентин пройшов через портал разом з Чашею Смерті в Ідріс (Батьківщину Сутінкових Мисливців). Після відмови своїх дітей, Валентин розбив портал.
Джослін помістили в лікарню, зі стану коми вона так і не вийшла. Люк і Клері постійно відвідують її.

## Персонажі
- Кларисса Адель «Клері» Фрей/Моргенштерн/Фейрчайлд — п'ятнадцятирічна (пізніше шістнадцятирічна) протагоністка. Вихована своєю матір'ю, Джослін Фрей (Фейрчайлд), яка є Сутінковим Мисливцем, і перевертнем Люком, другом сім'ї, який був для Клері, як батько. Всі сліди чарівного світу були приховані від Клері в спробі врятувати її і зберегти їй нормальне життя.
- Джонатан «Джейс» Вейланд/Лайтвуд/Моргенштерн/Ерондейл — Сутінковий Мисливець, рано став сиротою через загибель свого батька. Він жив з родиною Лайтвудів і Ходжем Старквезером в інституті Нью-Йорка після того, як став Сутінковим Мисливцем. Джейс говорив, що батько тренував його до смерті, щоб Джейс досяг успіху в вбивстві демонів. Він закохується в Клері і з жахом дізнається, що вони є братом і сестрою.
- Саймон Льюіс — найкращий і єдиний друг Клері. Таємно в неї закоханий, що очевидно для всіх, але не для самої дівчини, яка не підозрює про почуття свого друга до тих пір, поки він сам в цьому їй не зізнається. Ревнує Клері до Джейса.
- Александр Гідеон «Алек» Лайтвуд — старший син Марізи і Роберта Лайтвудів, які очолюють Інститут в Нью-Йорку. Таємно закоханий в Джейса і ревнує його до Клері. Спочатку налаштований агресивно до Клері, але в кінці книги вони стали друзями. Алек є парабатаєм Джейса.
- Ізабель Софія «Іззі» Лайтвуд - молодша сестра Алека. Спочатку не любила Клері, але пізніше стала її подругою.
- Люціан «Люк» Герровей/Греймарк — колишній Сутінковий Мисливець і член Круга, згодом став перевертнем. Найкращий друг Джослін. Двічі ставав ватажком зграї перевертнів (в Нью-Йорку і Парижі). Через тісну дружбу з Джослін і участь в житті сім'ї Фрей, Клері бачила в ньому батька.
- Валентин Моргенштерн — могутній Сутінковий Сисливець, головний антагоніст перших трьох книг, засновник Круга. П'ятнадцять років вважався померлим. Сказав Клері і Джейсу про те, що вони його діти.
- Джослін Фрей/Моргенштерн/Фейрчайлд — колишній Сутінковий Мисливець, що ховається в Нью-Йорку від мисливців і підземного світу для захисту дочки від Валентина, її колишнього чоловіка. Викрала у Валентина Чашу Смерті і сховала її в намальованій нею Карті Таро. Після того, як побачила дворічну Клері, яка грала з фейрі, Джослін звернулася за допомогою до Магнуса Бейн, аби той наклав на Клері закляття, яке відгородило її від підземного світу. Була викрадена Валентином з метою знаходження Чаші Смерті. Була знайдена Клері в стані коми і переміщена в лікарню.
- Ходж Старквезер — наставник Джейса, Алека і Ізабель. Колишній член Круга, який піддався прокляттю Конклава як покаранню за скоєні злочини: він не може покинути стін Інституту. Зберіг вірність Валентину і допоміг йому в пошуках Чаші, за що останній зняв з нього прокляття.
- Магнус Бейн — верховний маг Брукліна, до якого Джослін приводила кожні два роки Клері з метою накладення закляття для захисту дочки від підземного світу.

## Екранізація
У 2012 році книгу Касандри Клер «Місто Кісток» вирішили екранізувати. Режисером фільму став Гарольд Цварт. Прем'єра фільму «Знаряддя смерті: Місто Кісток» відбулася 22 серпня 2013 року. Через низькі касові збори сиквел фільму вирішили не знімати, проте восени 2014 року було оголошено про випуск серіалу за мотивами книги.

## Сутінкові мисливці
12 січня 2016 року відбулася прем'єра серіалу «Сутінкові мисливці». Серіал так само є ремейком фільму «Знаряддя смерті: Місто Кісток» 2013 року.